# District d'Olá
Le district d'Olá est l'une des divisions qui composent la province de Coclé, au Panama. Au recensement de 2010, il comptait 10 331 habitants.

## Toponymie
Son nom provient, selon plusieurs spécialistes, d'une figure littéraire attribuée aux « vagues » (espagnol : olas), dont un poète parmi les premiers colons, décrivait les pichachos du lieu simulant une mer déchaînée avec ses vagues.

## Division politico-administrative
Elle est composée de cinq corregimientos :
- Olá
- El Copé
- El Palmar
- El Picacho
- La Pava

## Crédit d'auteurs
- (es) Cet article est partiellement ou en totalité issu de l’article de Wikipédia en espagnol intitulé « Distrito de Olá » (voir la liste des auteurs).